# Maurice Matloff
Maurice Matloff (* 1915; † 14. Juli 1993 in Rockville, Maryland) war ein US-amerikanischer Militärhistoriker. Er war Chefhistoriker der US Army und anerkannte Autorität auf dem Gebiet der militärischen strategischen Planung der US-Streitkräfte im Zweiten Weltkrieg.
Matloff war schon im Zweiten Weltkrieg Militärhistoriker und an der offiziellen Geschichte der 4. US Luftflotte beteiligt. Ab 1946 war er (als Zivilist) im US Army Center for Military History in Washington D. C., wo er 1970 bis zum Ruhestand 1981 leitender Historiker war.
Das von ihm herausgegebene Buch über amerikanische Militärgeschichte war in den USA ein Standardwerk an Colleges.

## Schriften (Auswahl)
- Herausgeber und Mitautor: American Military History, 2 Bände, Reprint Da Capo 1996
- mit Edwin M. Snell: Strategic planning for coalition warfare, US Army Center for Military History 1951 (spätere Auflage in zwei Bänden)
- Allied Strategy in Europe, 1939-1945, in Peter Paret (Hrsg.), Makers of Modern Strategy: From Machiavelli to the Nuclear Age, Princeton: Princeton University Press, 1986
- Mitherausgeber: American Wars and Heroes, Random House 1988